# María Paulina Pérez García
Dit is een Spaanse naam; Pérez is de vadernaam en García is de moedernaam.
María Paulina Pérez García (Barranquilla, 10 januari 1996) is een tennisspeelster uit Colombia. Pérez García begon met tennis toen zij zes jaar oud was. Haar favoriete ondergrond is hardcourt. Zij speelt rechtshandig en heeft een tweehandige backhand. Zij is actief in het internationale tennis sinds 2011.
Haar tweelingzuster Paula Andrea is ook actief in het beroepstennis.

## Loopbaan

### Enkelspel
Pérez García was weinig actief in het enkelspel. Zij debuteerde in 2011 op het ITF-toernooi van Bucaramanga (Colombia). Zij stond in 2019 voor het eerst in een finale, op het ITF-toernooi van Tabarka (Tunesië) – zij verloor van Française Margaux Rouvroy.
In 2015 speelde Pérez García voor het eerst op een WTA-hoofdtoernooi, op het toernooi van Bogota. Bij haar zeldzame deelnamen aan de hoofdtabel van een WTA-toernooi kwam zij nooit verder dan de eerste ronde.

### Dubbelspel
Pérez García behaalde in het dubbelspel betere resultaten dan in het enkelspel. Zij debuteerde in 2011 op het ITF-toernooi van Bogota (Colombia), samen met haar zuster Paula Andrea Pérez García. Zij stond in 2012 voor het eerst in een finale, op het ITF-toernooi van Barranquilla (Colombia), geflankeerd door haar zuster – zij verloren van het Amerikaanse duo Nadia Echeverría Alam en Blair Shankle. In 2013 veroverde Pérez García haar eerste titel, op het ITF-toernooi van Breda (Nederland), samen met landgenote María Fernanda Herazo, door het duo Elke Lemmens en Svjatlana Pirazjenka te verslaan. Tot op heden(december 2023) won zij dertien ITF-titels, de meest recente in 2022 in Ibagué (Colombia).
In 2013 speelde Pérez García voor het eerst op een WTA-hoofdtoernooi, op het toernooi van Bogota, samen met haar zuster.
Pérez García stond in maart 2023 voor het eerst in een WTA-finale, op het toernooi van Monterrey, samen met landgenote Yuliana Lizarazo – hier veroverde zij haar eerste titel, door het koppel Kimberly Birrell en Fernanda Contreras te verslaan. Door dit resultaat steeg zij naar de top 150 van de wereldranglijst. Met Lizarazo bereikte, maar verloor, zij in augustus een WTA-finale in haar geboorteplaats Barranquilla.
Haar hoogste notering op de WTA-ranglijst is de 115e plaats, die zij bereikte in augustus 2023.

### Tennis in teamverband
In de periode 2015–2023 maakte Pérez García deel uit van het Colombiaanse Fed Cup-team – zij vergaarde daar een winst/verlies-balans van 6–12.

## Posities op deWTA-ranglijst
Positie per einde seizoen:
| jaar | rang enkelspel | rang dubbelspel |
| ---- | -------------- | --------------- |
| 2012 | 1028           | 1054            |
| 2013 | 1068           | 796             |
| 2014 | 648            | 594             |
| 2015 | 930            | 904             |
| 2016 | 1113           | 881             |
| 2017 | –              | 901             |
| 2018 | 1039           | 888             |
| 2019 | 757            | 588             |
| 2020 | 761            | 657             |
| 2021 | 698            | 448             |
| 2022 | 679            | 360             |
| 2023 | 1232           | 130             |

## Palmares
| Legenda                 |
| ----------------------- |
| Grandslamtoernooi       |
| Olympische Spelen       |
| Year-End Championships  |
| Premier Mandatory       |
| Premier Five / WTA 1000 |
| Premier / WTA 500       |
| International / WTA 250 |
| Challenger / WTA 125    |

### WTA-finaleplaatsen enkelspel
geen

### WTA-finaleplaatsen vrouwendubbelspel
| nr.              | finale     | toernooi         | ondergrond | partner          | tegenstandsters                                | score            |         |
| ---------------- | ---------- | ---------------- | ---------- | ---------------- | ---------------------------------------------- | ---------------- | ------- |
| gewonnen finales |            |                  |            |                  |                                                |                  |         |
| 1.               | 2023-03-05 | WTA Monterrey    | hardcourt  | Yuliana Lizarazo | Kimberly Birrell Fernanda Contreras            | 6-3, 5-7, [10-5] | details |
| verloren finales |            |                  |            |                  |                                                |                  |         |
| 1.               | 2023-08-19 | WTA Barranquilla | hardcourt  | Yuliana Lizarazo | Valentini Grammatikopoulou Despina Papamichail | 6-7, 5-7         | details |
| 2.               | 2023-12-03 | WTA Buenos Aires | gravel     | Sofia Sewing     | María Lourdes Carlé Despina Papamichail        | 3-6, 6-4, [9-11] | details |

### Gewonnen ITF-toernooien enkelspel
geen

### Gewonnen ITF-toernooien dubbelspel
| nr. | finale     | toernooi      | dotatie | ondergrond | partner                   | tegenstandsters in finale                 | score             |
| --- | ---------- | ------------- | ------- | ---------- | ------------------------- | ----------------------------------------- | ----------------- |
| 01. | 2013-06-30 | Breda         | $10.000 | gravel     | María Fernanda Herazo     | Elke Lemmens Svjatlana Pirazjenka         | 1-6, 7-6, [12-10] |
| 02. | 2013-12-08 | Barranquilla  | $10.000 | gravel     | Paula Andrea Pérez García | Andrea Koch Benvenuto Daniella Roldan     | 6-1, 6-4          |
| 03. | 2014-08-31 | Quito         | $10.000 | gravel     | Paula Andrea Pérez García | Nathaly Kurata Eduarda Piai               | 7-5, 7-6          |
| 04. | 2017-06-17 | Hammamet      | $15.000 | gravel     | Paula Andrea Pérez García | Nathaly Kurata Eduarda Piai               | 6-3, 6-3          |
| 05. | 2018-11-11 | Cúcuta        | $15.000 | gravel     | Paula Andrea Pérez García | Ana María Becerra Daniela Carrillo        | 6-1, 6-1          |
| 06. | 2019-04-21 | Guayaquil     | $15.000 | gravel     | Fernanda Brito            | Mara Schmidt Anastasija Sjaoelskaja       | 6-3, 7-6          |
| 07. | 2019-04-28 | Bucaramanga   | $15.000 | gravel     | Fernanda Brito            | Yuliana Lizarazo Antonia Samudio          | 6-2, 6-2          |
| 08. | 2019-09-15 | Buenos Aires  | $15.000 | gravel     | Jessica Plazas            | Eugenia Ganga Raphaëlle Lacasse           | 7-6, 6-4          |
| 09. | 2021-04-30 | Antalya       | $15.000 | gravel     | Federica Rossi            | Viktorija Michajlova Jekaterina Sjalimova | 2-6, 6-4, [10-6]  |
| 10. | 2021-10-31 | Guayaquil     | $25.000 | gravel     | María Fernanda Herazo     | Dea Herdželaš Victoria Rodríguez          | 6-3, 4-6, [10-7]  |
| 11. | 2021-12-12 | Santo Domingo | $15.000 | hardcourt  | María Fernanda Herazo     | Paris Corley Ingrid Vojčináková           | 7-6, 3-6, [12-10] |
| 12. | 2022-09-25 | Guayaquil     | $15.000 | gravel     | Sofia Sewing              | Romina Ccuno María Fernanda Herazo        | 6-4, 1-6, [10-2]  |
| 13. | 2022-10-30 | Ibagué        | $25.000 | gravel     | Yuliana Lizarazo          | María Fernanda Herazo Sofia Sewing        | 6-4, 7-5          |